# Rancho Texas
Rancho Texas – polski film przygodowy z 1958 roku. Film był reklamowany jako pierwszy polski western, nie jest to jednak western w klasycznym znaczeniu tego słowa, gdyż akcja nie dzieje się na preriach Dzikiego Zachodu, lecz w Polsce w Bieszczadach (zdjęcia kręcono w Tworylnem).

## Fabuła
Dwaj studenci zootechniki, Jacek i Stefan, przyjeżdżają w Bieszczady, by przeżyć wakacyjną przygodę. Zafascynowani westernami zatrudniają się jako „kowboje” na miejscowych wypasach bydła. Jednak zamiast przygód ich udziałem jest niekończąca się nuda. Wszystko zmienia się, gdy Jacek w pobliskim barze zaczyna podrywać miejscowe dziewczyny. Jedna z nich okazuje się być sympatią szefa bandy przemytników.

## Główne role
- Bogusz Bilewski jako Jacek,
- Teresa Iżewska jako Walentyna,
- Wanda Koczeska jako Agnieszka,
- Bronisław Dardziński jako profesor,
- Wiesław Gołas jako Marcyś,
- Jerzy Jogałła jako Stefan,
- Wiesław Dymny jako Góralczyk,
- Henryk Hunko jako Gapa.